# Шуховцев, Игорь Викторович
Игорь Викторович Шуховцев (укр. Ігор Вікторович Шуховцев; род. 13 июля 1971, Одесса) — украинский футболист, вратарь, тренер

## Карьера
Воспитанник СДЮСШОР «Черноморец». Тренеры — В. Р. Мирошниченко и В. Вавилов.
Выступал за дубль одесского «Черноморца» (за основу провел только 1 игру в Кубке СССР), СК «Одесса», «Нива» (Винница), «Благо» (Благоево). Позже поехал на просмотр в московское «Торпедо», куда его пригласил Валентин Иванов, но контракт не подписал.
В итоге оказался в «Уралмаше», с клубом дошёл до четвертьфинала Кубка Интертото. Но в «Уралмаше» тогда были финансовые проблемы, и Шуховцев попросил трудоустроить его в другую команду. Подобрали «Носту» из Новотроицка, выступавшую в первой лиге. Там не сыграл ни одного матча: во время сборов получил серьёзную травму — порвал ахилл. Больше чем на год выбыл из строя, лечился и восстанавливался в Одессе.
В 1997 году перешёл в «Металлург» (Мариуполь), пробыл там шесть лет. В 2003 году у него закончился контракт, мариупольский клуб предложил новый трёхлетний контракт. Но он перешёл в киевский «Арсенал», команда играла неплохо, но начались задержки с зарплатой, которые растянулись на три месяца. Тогда он получил статус свободного агента и перешёл в «Таврию» куда его пригласил Анатолий Заяев, там тоже были трехмесячные задержки с зарплатой.
В 2005 году вернулся в «Ильичёвец», провёл больше 300 матчей за клуб. В 2009 году перешёл в луганскую «Зарю» и сразу же закрепился в основном составе. 25 декабря 2011 года обратился с письмом к президенту «Зари» с просьбой расторжения контракта. Просьба была удовлетворена и контракт был расторгнут по обоюдному согласию сторон.
В январе 2012 года по приглашению Вячеслава Грозного вошёл в тренерский состав казахстанского клуба «Тобол», который в 2010 году стал чемпионом страны. В клубе Шуховцев стал тренером вратарей.
13 ноября 2012 года возобновил футбольную карьеру в составе харьковского «Металлиста», куда был приглашен в связи с тяжелой травмой Владимира Дишленковича.
31 мая 2014 года у Шуховцева завершился контракт с «Металлистом», и он по приглашению редакции программы «О футболе» стал телевизионным экспертом.

## Достижения
- Серебряный призёр чемпионата Украины: 2012/13

## Личная жизнь
Женат на Ольге, вместе воспитывают двоих детей: Викторию и Владислава. Шуховцев имеет высшее образование: окончил Одесский институт физкультуры.